# Ainianen

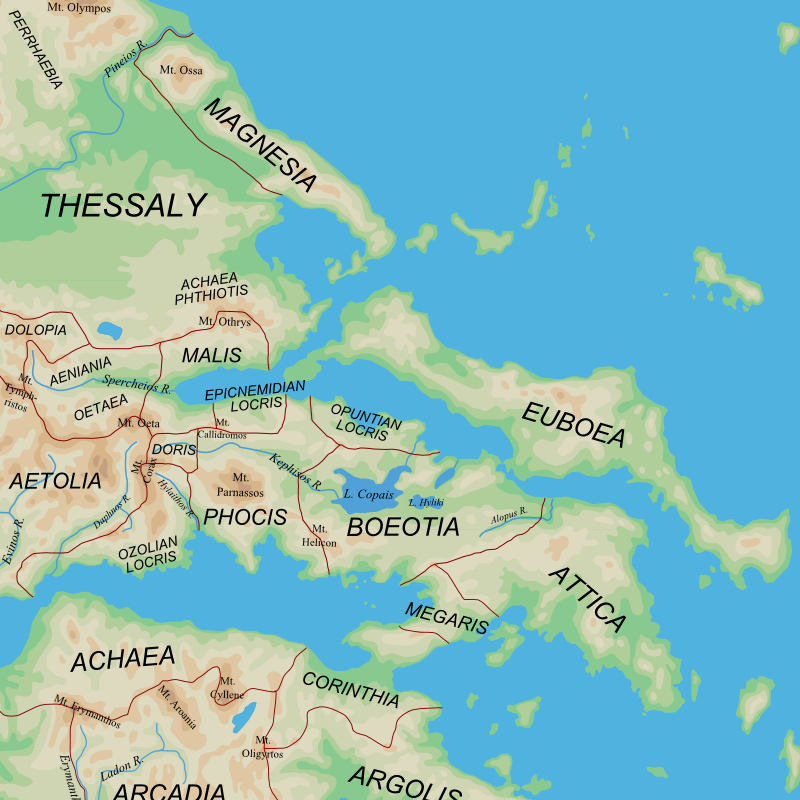
Lage von Ainianien
(links, südlich von Thessalien)

Die Ainianen (altgriechisch Αἰνιᾶνες Ainianes oder  Αἰνιῆνες Ainienes, ionisch Ἐνιῆνες Enienes) waren ein hellenischer Volksstamm im antiken Griechenland, nahe verwandt mit den Myrmidonen und den phthiotischen Achaiern.

## Geographie
Die Ainianen siedelten ursprünglich in Thessalien, am Fluss Titaresios und in der Dotion-Ebene. Durch vom Norden her eindringende Völker vertrieben, zog ein Teil des Stammes westwärts nach Epirus und später bis Kirrha. Der Großteil der Ainianen wandte sich jedoch nach Süden und gründete im Spercheiostal einen Staat zwischen Dolopien, Phthiotis, Malis und Oitaien. Hauptstadt Ainianiens war Hypata.

## Politik
Als kleiner Staat schlossen sie sich wechselnden Bündnissen an, unter anderem dem amphiktyonischen und dem korinthischen Bund. Die Ainianen nahmen am Heiligen Krieg gegen die Phoker ebenso teil wie am lamischen Krieg. Mehrmals kämpften sie auch gegen die Lakedaimonier, etwa in der Schlacht von Koroneia. 
Die spätere Mitgliedschaft Ainianiens im aitolischen Bund dürfte nicht ganz freiwillig gewesen sein. Entgegen Strabons Bericht wurden die Ainianen jedoch nicht von den Aitolern und Athamanen aufgerieben, da der Staat nach dem Zerfall des aitolischen Bundes auf Münzen und Inschriften noch bis Anfang des ersten vorchristlichen Jahrhunderts als eigenes Koinon genannt wird.

## Mythologie
Nach einer Überlieferung waren es die Lapithen, welche die Ainianen aus Thessalien vertrieben. In den Erzählungen zum Trojanischen Krieg wird Guneus als Anführer der Ainianen und Freier der Helena erwähnt.